# Семенков, Владимир Владимирович
Владимир Владимирович Семенко́в (15 июля 1974 — 27 сентября 2007) — Герой Российской Федерации, командир разведывательного взвода 529-го отдельного мотострелкового батальона 131-й отдельной Краснодарской Краснознамённой орденов Кутузова и Красной Звезды казачьей мотострелковой бригады.

## Биография
Владимир Семенков родился 15 июля 1974 года в городе Майкопе Адыгейской автономной области Краснодарского края в русской семье.
Окончив среднюю школу, Семенков с 1991 года — проходил службу в Вооружённых силах РФ. Поступил в Бакинское высшее общевойсковое командное училище, но в связи с распадом СССР в марте 1992 года переведён в Санкт-Петербург. В 1995 году окончил Ленинградское военное командное общевойсковое училище, и был распределён в 131-ю отдельную мотострелковую бригаду.
Принимал участие в боях первой чеченской войны с февраля по август 1996 года. За этот период Семенков принял участие в шести крупных операциях против дудаевских вооружённых формирований. Во время разведрейда у села Балансу 23 марта 1996 года во главе разведгруппы обнаружил колонну боевиков в составе 4-х грузовых автомобилей. Огнём из засады разведчики уничтожили 2 Камаза со всеми находившимися в них боевиками. Во время боя на дороге показался отставший от автомобилей танк дудаевцев. Его вступление в бой могло привести к гибели разведгруппы. Оценив ситуацию, лейтенант Семенков выдвинулся навстречу танку и лично уничтожил его с экипажем. После гибели танка уцелевшие боевики разбежались, бросив своих убитых. Группа Семенкова в ходе столкновения не потеряла ни одного человека убитыми и ранеными.
28 марта 1996 года группа лейтенанта Семенкова выявила опорный пункт боевиков, состоявший из двух ДЗОТов, и внезапным ударом захватила его. В этом бою убито 7 боевиков. Группа потерь не имела.
31 марта 1996 года у села Энгеной выявил банду дудаевцев. Десантная разведгруппа Владимира Семенкова атаковала противника, сразу уничтожив шесть боевиков. Ошеломленные боевики отступили, но осознав своё численное превосходство, попытались окружить разведчиков. Умело корректируя огонь артиллерии, Семенков вынудил противника к отходу.
1 апреля 1996 года взвод Семенкова попал в засаду противника. Однако, сковав действия боевиков частью сил, Семенков с оставшимися бойцами обошёл позиции противника и атаковал его с тыла. Большая часть боевиков была уничтожена прямо на своих засадных позициях, некоторым удалось бежать. Как и в предыдущих операциях, группа не имела в бою убитых и раненых.
За мужество и героизм, проявленные при выполнении специального задания Указом Президента Российской Федерации от 6 декабря 1996 года лейтенанту Семенкову Владимиру Владимировичу присвоено звание Героя Российской Федерации с вручением медали «Золотая Звезда».
В дальнейшем Семенков продолжал службу в Вооружённых силах Российской Федерации. С мая 1997 года - командир мотострелковой роты в своей бригаде. С марта 1999 года - начальник штаба батальона, а с сентября 1999 года - командир мотострелкового батальона 124-го мотострелкового полка 102-й военной базы Группы российских войск в Закавказье (город Гюмри, Армения). С 2000 года - на учёбе в Общевойсковой академии Вооружённых сил Российской Федерации. Однако сказались последствия невылеченной контузии - стало значительно ухудшаться здоровье, потянулись долгие месяцы лечения, были выполнены сложные операции. Окончить академию не удалось, но в 2004 году офицер был назначен старшим помощником начальника научно-исследовательского отдела Общевойсковой академии. Из-за прогрессирующего ухудшения здоровья в августе 2006 года уволен из Вооружённых сил.
Скончался от боевых ран 27 сентября 2007 года. Похоронен на Аллее Славы Нового кладбища города Майкопа.

## Награды
Указом Президента Российской Федерации № 1653 от 6.12.1996 года за мужество и героизм, проявленные при выполнении воинского долга, лейтенанту Семенкову Владимиру Владимировичу присвоено звание Героя Российской Федерации.

## Память
- В Майкопе, в месте бывшей дислокации 131-й отдельной мотострелковой бригады, воздвигнут Мемориальный комплекс, посвящённый павшим воинам в локальных конфликтах и установлена мемориальная доска.
- На Аллее Славы на могиле Героя установлен надгробный памятник.
- На здании школы № 3 имени Героя России Владислава Долонина в Майкопе, где учился Герой, установлена мемориальная доска.